# Аральська флотилія
Аральська флотилія — озерна флотилія Російської імперії, що існувала в період 1853—1883 років на Аральському морі. Використовувалась для бойових дій із захоплення середньоазійських держав та використовувалась для наукових досліджень. Її створенню передувала Аральська описова експедиція, учасником якої був Тарас Шевченко. 

## Створення флотилії
Після захоплення пониззя річки Сирдар'я у Швеції були замовлені пароплав «Перовський» і паровий баркас «Обручов», які були доставлені у 1853 р. до укріплення Раїм в розібраному вигляді, де були зібрані і спущені на воду.
Флотилія створювалася з метою захисту від набігів хівинців, щоб протидіяти їхнім переправам через Сирдар'ю та можливим грабежам, а також для сприяння сухопутним військам у військових операціях. Крім того, передбачалося використовувати судна для розвитку торгівлі на Аральському морі. Поява на водах Середньої Азії небачених до того часу озброєних парових суден справило гнітюче враження на місцевих жителів.
Крім пароплавів до складу флотилії у різний час входили 9 барж вантажопідйомністю 55 800 пудів, кілька поромів та інших дрібних суден. Для ремонту суден збудували плавучий док і майстерню. Спочатку флотилія базувалася в Раїмі, пізніше була переведена до Казалинська.
Судна флотилії були озброєні 4-фунтовими нарізними гарматами, 6-фунтовими мідними каронадами, 1/4-пудовими мідними єдинорогами та 10-фунтовими гірськими єдинорогами, встановленими на американських станках. Найбільша кількість гармат — 22 .
Особовий склад флотилії на 18 червня 1866 р. включав 13 офіцерів і класних чинів та 344 нижніх чинів. Із збільшенням кількості суден флотилії, особовий склад флотилії поступово збільшувався. Так в 1879 р. в штаті флотилії значилося вже 15 офіцерів, 15 вільнонайманих машиністів та майстрів та 597 нижніх чинів. А  1880 року чисельність особового складу досягала 24 офіцерів і 548 нижніх чинів.

## Історія флотилії

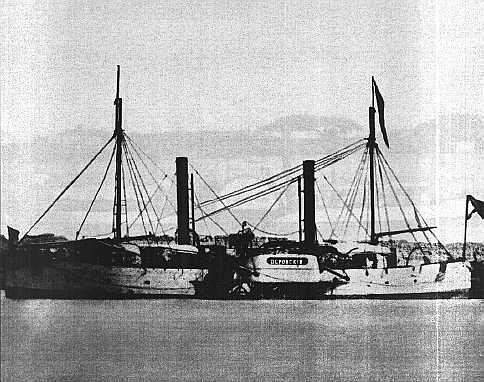
Пароплав «Перовський»

1853 – Судна флотилії під командуванням капітан-лейтенанта О. Бутакова ходили по ріці Сирдар’ї та брали участь в облозі та захоплоені Коканської фортеці Ак-мечеті. Бутаков нагороджений орденом Св. Анни 2 ступеня, за успішну доставку і складання пароплавів.

1854 – О. Бутаков супроводжував транспорти від Оренбурга до Аральського укріплення з частинами семи залізних суден і вантажами для флотилії; потім переніс Аральську верф до Сирдар’їнського форту № 1, влаштував порт для флотилії й елінг для витягання пароплавів.
1855 – На суднах флотилії О. Бутаков виконав опис ріки Сирдар’ї від урочища Кум-Сухта до її гирла.
1857 – Судна флотилії під командуванням капітан-лейтенанта О. Бутакова брали участь в ділі проти заколотників-киргизів при урочищі Арик-Балик на ріці Сирдар’ї. 6 червня Бутакова підвищили за заслуги в капітани 1 рангу.

1858 – Судна флотилії під командуванням капітана 1 рангу О. Бутакова перебували на ріці Амудар’ї біля хівинського міста Кунграду для сприяння російському посольству.
1859 – Взявши на судна флотилії десант 140 чол. піхоти і маючи доручення допомоготи кунградському беку Магомету-Фане, який відділився від хівинського хана, капітан О. Бутаков примусив останнього своєю появою в ріці Амудар’ї  зняти облогу з Кунграду, пройшов до цього міста крізь 10000 хівинське військо, що відступало звідти (розташоване на березі ріки Улькун-Дар’я при 10 гарматах, очолюване самим ханом Сеїд-Магометом), доставив десант назад у форт №1 і потім знову з’явився з флотилією на ріці Амудар’я , виконав опис її всієї дельти і на пароплаві «Обручов» двічі пройшов попри хівинську фортецю Нукус, збудовану на лівому березі навпроти Карабайлі.

1862 – Замовили в Англії та спустили на воду у Казалинську (до 1867 р. – форт № 1) ще два пароплави «Арал» і «Сирдар'я», але конструкція цих суден не відповідала місцевим умовам.
1869 – У Бельгії замовили новий пароплав «Самарканд», спеціально спроектований з урахуванням місцевих умов. У 1872 р. було доставлено ще один пароплав, на цей раз російського виробництва -  «Ташкент», який виявився гіршим за попередній. 
Навесні 1866 року пароплав «Перовський» надавав підтримку російським військам біля Ірджара, доставивши 10-денний запас продовольства на весь загін і частину бойових припасів.
1873 – Під час Хівинського походу, частина Аральської флотилії була спрямована до гирла Амудар'ї. Однак ця експедиція не принесла очікуваної користі. Цим обмежилася роль флотилії у військових діях в Середній Азії. Не більш успішною була й інша галузь діяльності Аральської флотилії — перевезення військових вантажів і людей. Через глибоку осадку і слабкі парові машини, через мілководдя і мінливість фарватеру Сирдар’ї, рейси пароплавів були випадковими, забирали багато часу і були збитковими. Перевезення відбувались між Казалинськом і Чиназом, а з 1873 року між Казалинськом і Петро-Олександрівському. Рейс від Чиназа до форту Перовського тривав 8-14 днів, зворотній — близько 12-20 днів. Рух відбувався тільки вдень. Від форту Перовського до Казалинська вниз — 4-6 днів, а вгору — 6-12 днів.
З 1865 по 1879 роки суднами флотилії перевезено 1 724 414 пудів вантажів і 29 146 пасажирів. Вартість утримання флотилії 1866 року становила 163 089 рублів, 1880 року — 261 366 рублів.
Із закінченням військових експедицій у Центральній Азії та через малу придатність суден для торговельних перевезень 1883 року було прийнято рішення про ліквідацію Аральської флотилії. Частину майна продали на місцях, а окремі баржі і частину машин перевезли до Чарджоу і передали до Амудар'їнської флотилії.